# Oninia senglaubi
Genre
Espèce
Oninia senglaubi est une espèce d'amphibiens de la famille des Microhylidae, la seule du genre Oninia.

## Répartition
Cette espèce est endémique des monts Fakfak en Nouvelle-Guinée occidentale en Indonésie. Elle se rencontre à environ 860 m d'altitude.

## Description
Oninia senglaubi mesure jusqu'à 20 mm.

## Étymologie
Le genre est nommé en référence à la région d'Onin, dans le nord-ouest de la péninsule de Bomberai, où cette espèce a été découverte. L'espèce est nommée en l'honneur de Konrad Senglaub.

## Publication originale
- Günther, Stelbrink & von Rintelen, 2010 : Oninia senglaubi, another new genus and species of frog (Amphibia, Anura, Microhylidae) from New Guinea. Zoosystematics and Evolution, vol. 86, no 2, p. 245-256.